# Calathea pearcei
Calathea pearcei är en strimbladsväxtart som beskrevs av Henry Hurd Rusby. Calathea pearcei ingår i släktet Calathea och familjen strimbladsväxter. Inga underarter finns listade.